# Lynnwood
Lynnwood är en stad (city) i Snohomish County i delstaten Washington. Vid 2010 års folkräkning hade Lynnwood 35 836 invånare.